# Go Your Own Way
«Go Your Own Way» (иди своей дорогой) — песня рок-группы Fleetwood Mac со студийного альбома 1977 года Rumours. В декабре 1976 года вышла отдельным синглом. (Это был первый сингл с вышеназванного альбома). Песня была написана Линдси Бакингемом. Он же исполнял в этой песне лид-вокал.
Песня достигла 10 места в США (в Billboard Hot 100) и 38 места в Великобритании (в сингловом чарте UK Singles Chart).

## Премии и признание
В 2004 году журнал Rolling Stone поместил песню «Go Your Own Way» в исполнении группы Fleetwood Mac на 119 место своего списка «500 величайших песен всех времён». В списке 2011 года песня находится на 120 месте.
Кроме того, песня «Go Your Own Way» в исполнении группы Fleetwood Mac входит в составленный Залом славы рок-н-ролла список 500 Songs That Shaped Rock and Roll.